# Dwergblauwtje
Het dwergblauwtje (Cupido minimus) is een dagvlinder uit de familie Lycaenidae (kleine pages, vuurvlinders en blauwtjes). Zowel de Nederlandse als de wetenschappelijke naam (minimus is Latijn voor "de kleinste") verwijzen naar de geringe grootte van de volwassen vlinder.

## Beschrijving
De voorvleugellengte is ongeveer 9 millimeter en de vleugels hebben bij zowel het mannetje als het vrouwtje een bruine kleur. Bij het mannetje is de aanzet van de vleugel echter enigszins blauw bestoven. De onderzijde van de vleugels is grijs met witgeringde zwarte stippen en heeft geen oranje vlekje zoals bij veel verwante soorten. De rups wordt 9 tot 12 millimeter lang, is groengrijs met stekeltjes (setae), een bruine ruglijn en veel onduidelijke rozebruine stipjes.

## Levenscyclus

### Ei
Het dwergblauwtje gebruikt wondklaver (Anthyllis vulneraria) als waardplant. De eitjes worden afzonderlijk op knoppen of jonge bloemen afgezet. Na het eileggen wrijft het vrouwtje haar achterlijf over de plant en laat daar feromoon achter. Zo is de bloem onaantrekkelijk voor andere wijfjes om een eitje op te leggen. Na een dag is dit effect tenietgedaan en regelmatig worden meerdere eitjes op dezelfde bloem(knop) aangetroffen. Na drie tot zeven dagen verschijnt de jonge rups. De eiresten blijven lang na het uitkomen van de rupsen nog zichtbaar en kunnen worden gezocht bij inventarisaties.

### Rups
De pas uitgekomen rups maakt een gaatje in de bloembodem en eet het vruchtbeginsel. Als die op is, verhuist hij naar een volgende bloem. Oudere rupsen eten van de buitenkant af van de bloemen. Ze eten ook kleinere soortgenoot rupsen op, die ze bij een bloem tegenkomen. De rups overwintert in de strooisellaag of in een mierennest waarheen hij door mieren is versleept. De grootste sterfte bij rupsen ontstaat doordat de waardplant zich te snel ontwikkelt en door het eten door grazers. De parasietaire sluipwesp Diadegma aculeata, predatie door wespen of kannibalisme heeft beperktere invloed.

### Pop en imago
De verpopping vindt meestal plaats in het voorjaar, behalve voor een gedeeltelijke partiële tweede generatie die er in gunstige jaren is. Het popstadium duurt ongeveer 15 dagen. Net als rupsen worden poppen soms naar mierennesten versleept. De vliegtijd van de eerste, vaak enige, generatie is van halverwege mei tot halverwege juni, een eventuele partiële tweede generatie vliegt van half juli tot half augustus. De imago leeft 1 à 2 weken. Het drinkt nectar van de waardplant en andere vlinderbloemigen.

## Voorkomen
Het dwergblauwtje komt voor in grote delen van Europa tot Oost-Azië in graslanden op kalkrijke bodems. In België is de soort kwetsbaar. In Nederland is de vlinder sinds 1984 als standvlinder uitgestorven, maar regelmatig worden zwervers van naburige populaties in België waargenomen en vindt ook voortplanting plaats.
Het dwergblauwtje heeft maar een beperkt leefgebied nodig, van zo'n 200 vierkante meter. Op zo'n gebied kan een kleine populatie zich jarenlang handhaven, mits er in de buurt vergelijkbare leefgebieden zijn. De soort is honkvast, maar kent zwervers. Het voorkomen van de waardplant is essentieel.

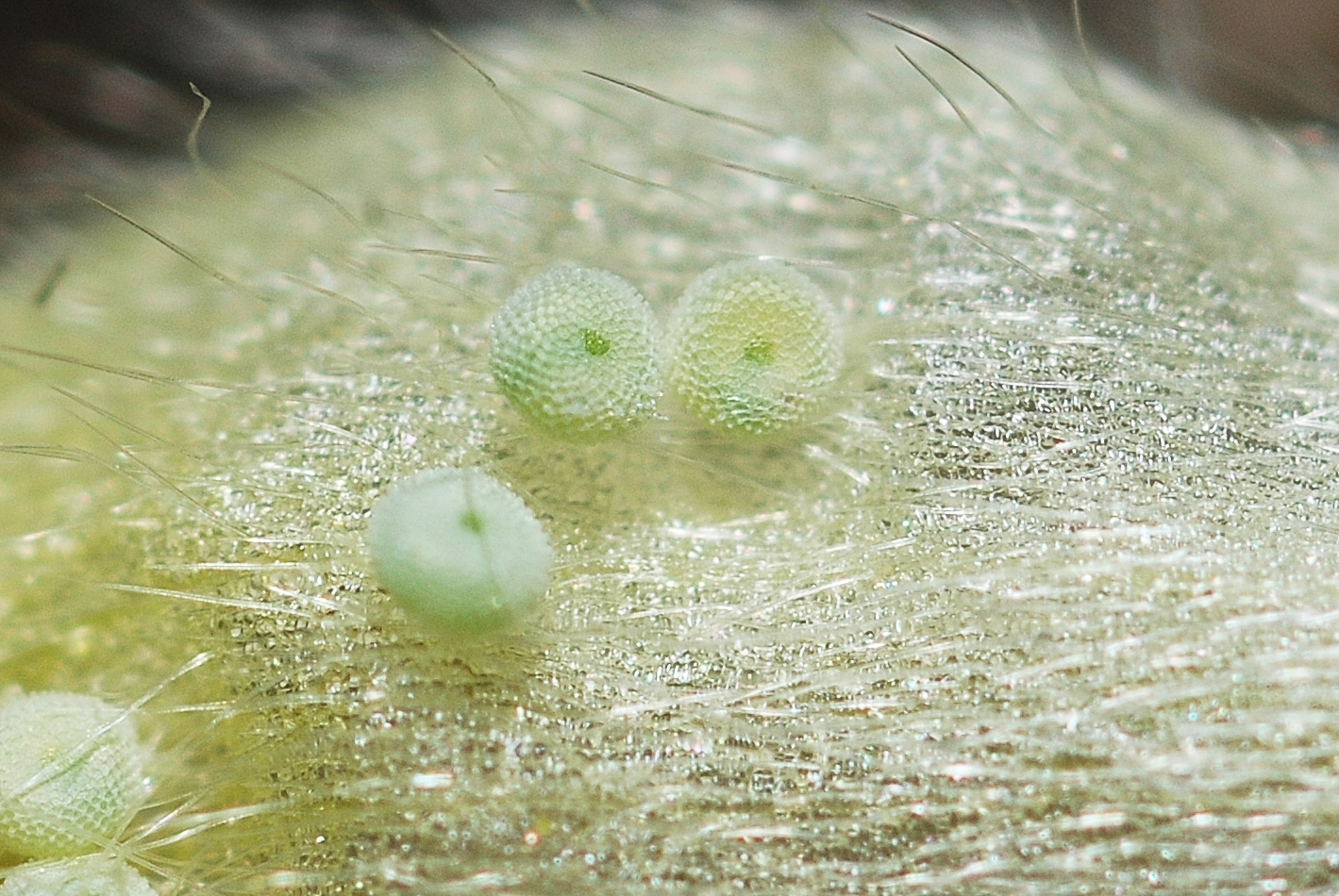
Eitjes
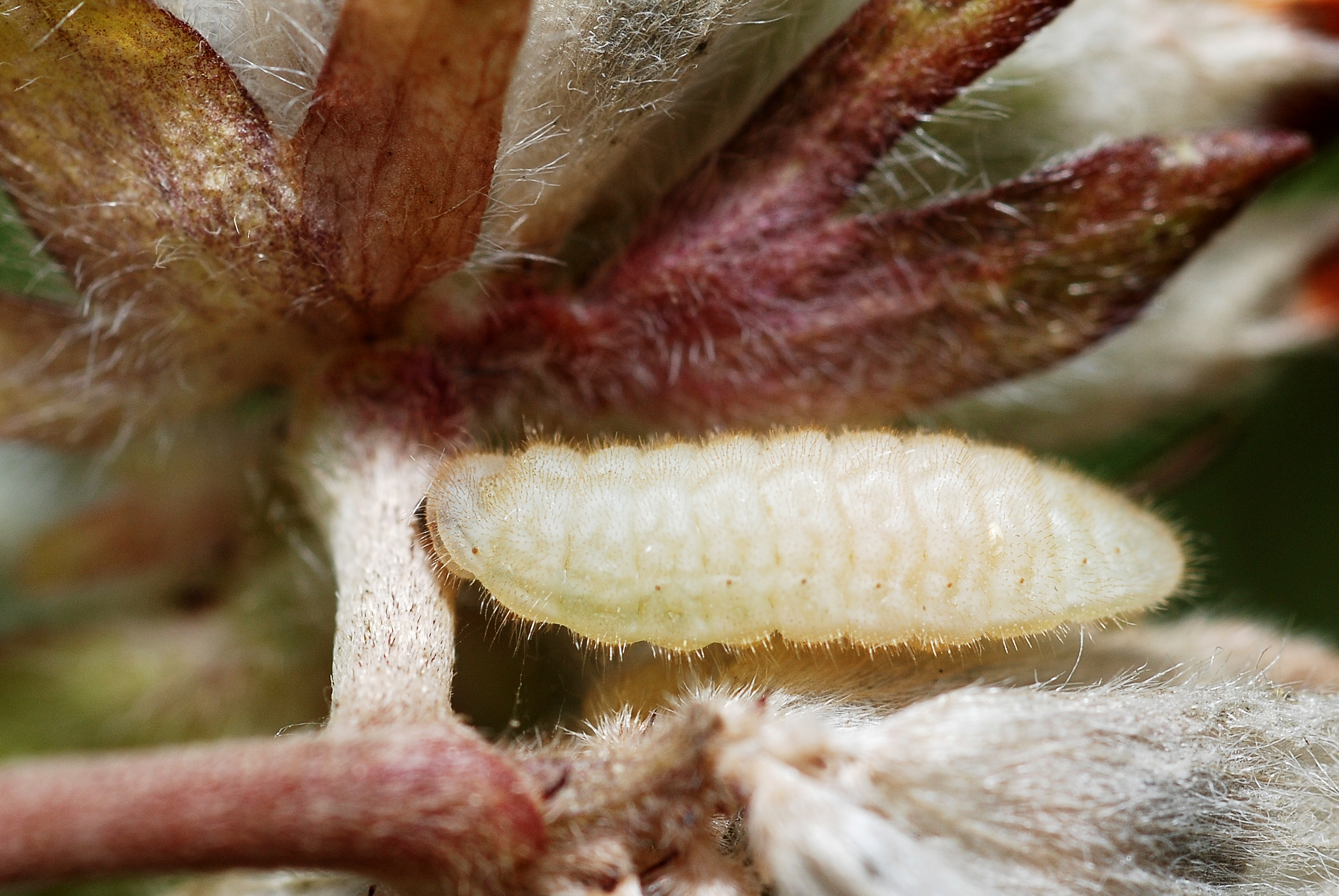
Rups
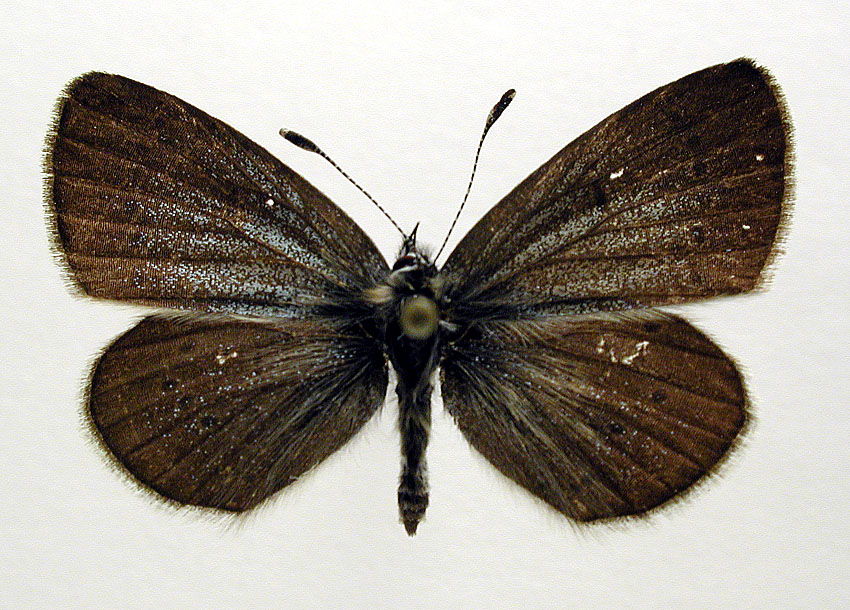
Bovenzijde bij opgezet exemplaar
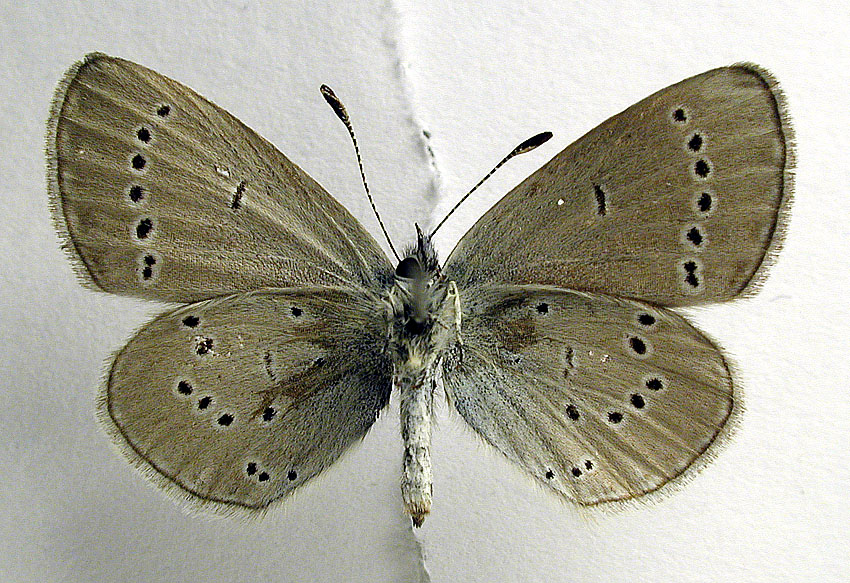
Onderzijde bij opgezet exemplaar